# (They Long to Be) Close to You
〈(They Long to Be) Close to You〉는 버트 배커랙과 핼 데이비드가 작곡한 곡이다. 가장 잘 알려진 버전은 미국의 듀오 카펜터스가 그들의 두 번째 스튜디오 음반 《Close to You》 (1970년)를 녹음하고 잭 도거티가 프로듀싱을 한 것이다. 1970년 5월 14일에 발매된 이 싱글은 미국 빌보드 핫 100과 어덜트 컨템포러리 차트에서 모두 1위를 차지했다. 이 곡은 캐나다와 호주 차트에서도 1위에 올랐고 영국과 아일랜드 차트에서도 6위에 올랐다. 이 음반은 1970년 8월 미국 음반 산업 협회에 의해 골드 인증을 받았다.

## 초기 버전
이 노래는 리처드 체임벌린이 처음 녹음했고 1963년 싱글로 〈(They Long to Be) Close to You〉로 발매되었다. 하지만, 싱글의 다른 쪽인 〈Blue Guitar〉는 히트를 쳤지만, 〈(They Long to Be) Close to You〉는 히트를 치지 못했다. 1963년 디온 워릭의 데모곡으로도 녹음되었고, 버트 배커랙이 그녀의 음반 《Make Way for Dionne Warwick》 (1964년)의 편곡으로 재녹음되었으며, 1965년 싱글곡 〈Here I Am〉의 B-사이드로 발매되었다. 더스티 스프링필드는 1964년 8월에 이 노래를 녹음했지만, 그녀의 버전은 그녀의 음반 《Where Am I Going?》 (1967년)에 나올 때까지 상업적으로 발매되지 않았다. 배커랙은 1971년에 자신의 버전을 발매했다. 그러나 1970년 히트한 레킹 크루의 로스앤젤레스 스튜디오 뮤지션들의 기악적인 후원으로 카펜터스가 녹음한 버전은 가장 성공적이었다.

## 인증
| 국가                                                            | 인증 | 판매량/출하량 |
| --------------------------------------------------------------- | ---- | ------------- |
| 오스트레일리아 (ARIA)                                           | 골드 | 35,000^       |
| 영국 (BPI)                                                      | 실버 | 200,000       |
| 미국 (RIAA)                                                     | 골드 | 1,000,000^    |
| ^출하량을 기반으로 한 인증 · 판매량+스트리밍을 기반으로 한 인증 |      |               |